# Margarettidae
Margarettidae är en familj av mossdjur. Margarettidae ingår i ordningen Cheilostomatida, klassen Gymnolaemata, fylumet mossdjur och riket djur. I familjen Margarettidae finns 14 arter. 
Kladogram enligt Catalogue of Life:
| Margarettidae | \| \| Margaretta \| \| \| \| \| \| Tubucella \| \| \| \| |
|               | \| \| Margaretta \| \| \| \| \| \| Tubucella \| \| \| \| |
|               | Margaretta                                               |
|               |                                                          |
|               | Tubucella                                                |
|               |                                                          |